# Luperina incerta
Luperina incerta är en fjärilsart som beskrevs av Turner 1934. Luperina incerta ingår i släktet Luperina och familjen nattflyn. Inga underarter finns listade i Catalogue of Life.